# Клавдій Птолемей
Кла́вдій Птолеме́й (або Клавдій Птоломей, грец. Κλαύδιος Πτολεμαῖος; бл. (90 — 170) — давньогрецький учений (математик, астроном, географ, астролог), чиї твори мали великий вплив на розвиток астрономії, географії та оптики.

## Життєпис
Дані про життя Птолемея мізерні. Жив у римській провінції Єгипет і працював в Александрії.
Створив геоцентричну систему світу, розробив математичну теорію руху планет навколо нерухомої Землі, яка дозволяла обчислювати їхнє розташування на небі. Система Птолемея викладена в його головній праці «Альмагест» — енциклопедії астрономічних знань давнини. 1543 року польський астроном Миколай Коперник запропонував альтернативну, геліоцентричну систему. У праці Птолемея «Географія» були представлені географічні відомості античного світу. Нею користувалися аж до XVI століття.

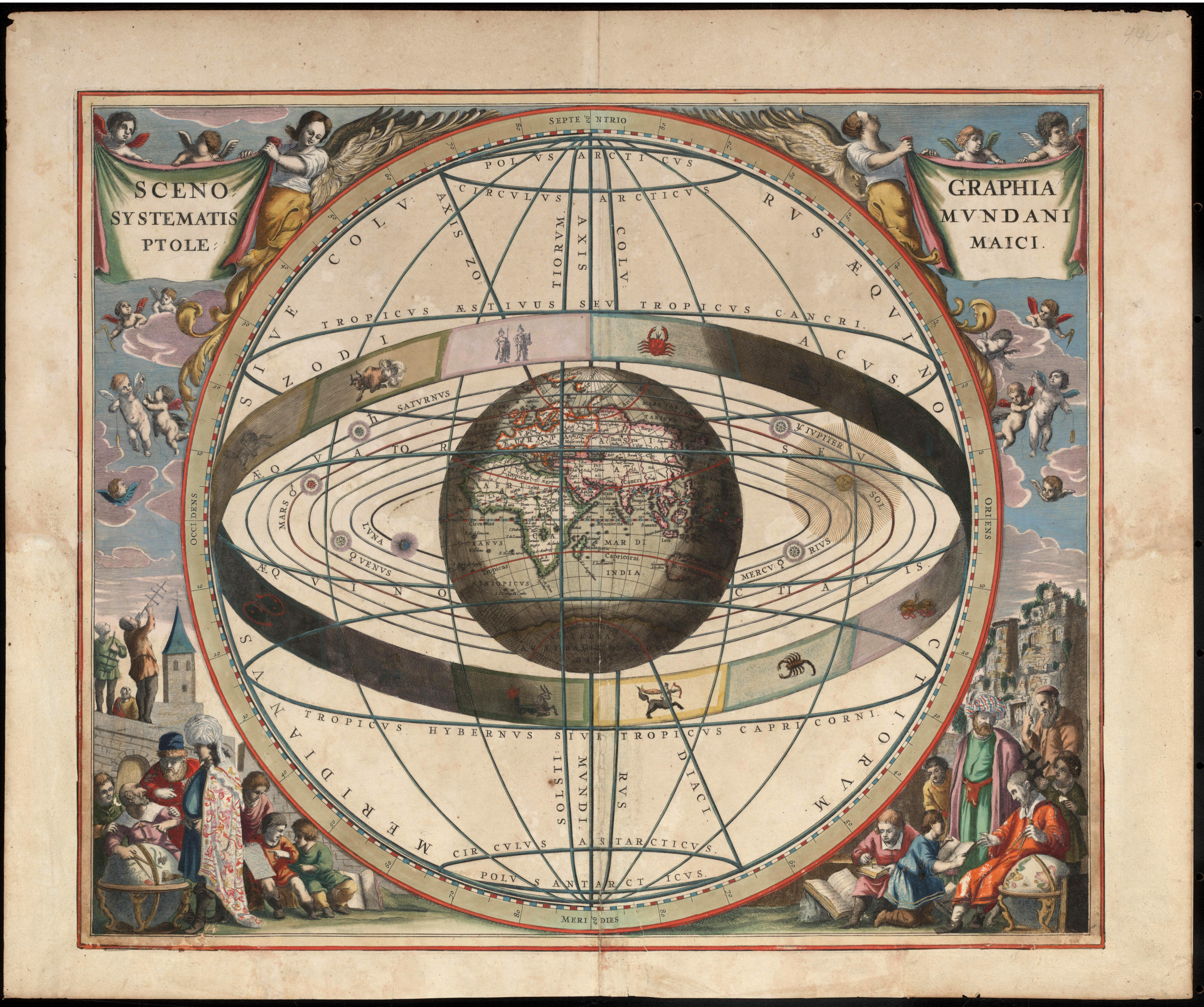
Система Всесвіту за Птолемеєм

Своєю складною, але неправильною теорією руху планет і Сонця навколо нерухомої Землі пояснив загадкові явища у видимому русі планет по небосхилу, припустивши, що планети й Сонце обертаються не лише довкола Землі, а й одночасно довкола інших центрів по петлеподібній кривій — гіпоциклоїді.
Ця теорія панувала 1500 років, поки її не спростував Миколай Коперник (див. Геліоцентрична система світу).
Клавдій Птолемей також видав астрологічну працю «Тетрабіблос» («Чотири книги») і книгу з теорії музики «Гармоніки».

## Птолемей як географ

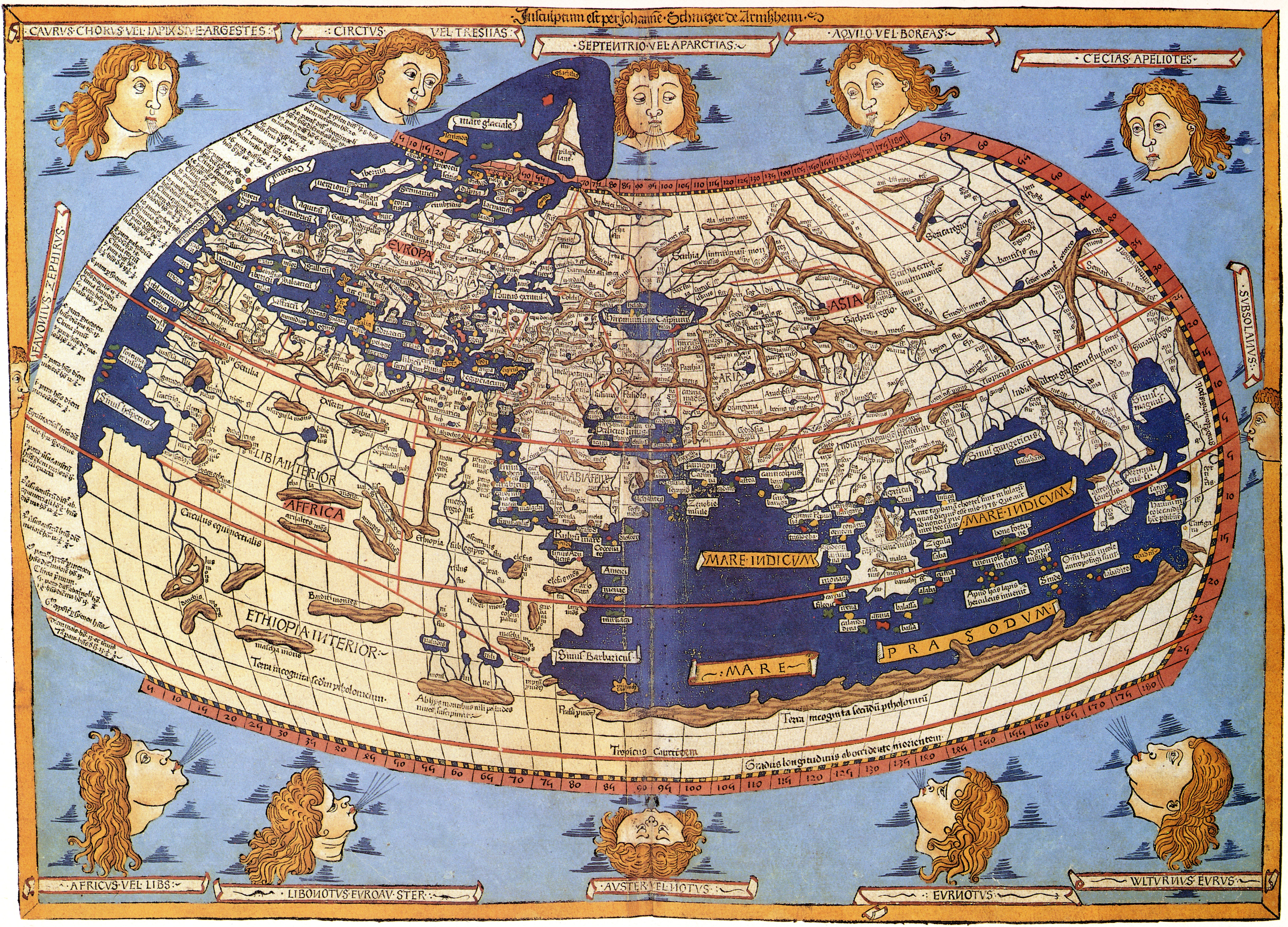
Карта Птолемея наведена в працях Johane Schnitzer(Ulm: Leinhart Holle, 1482)

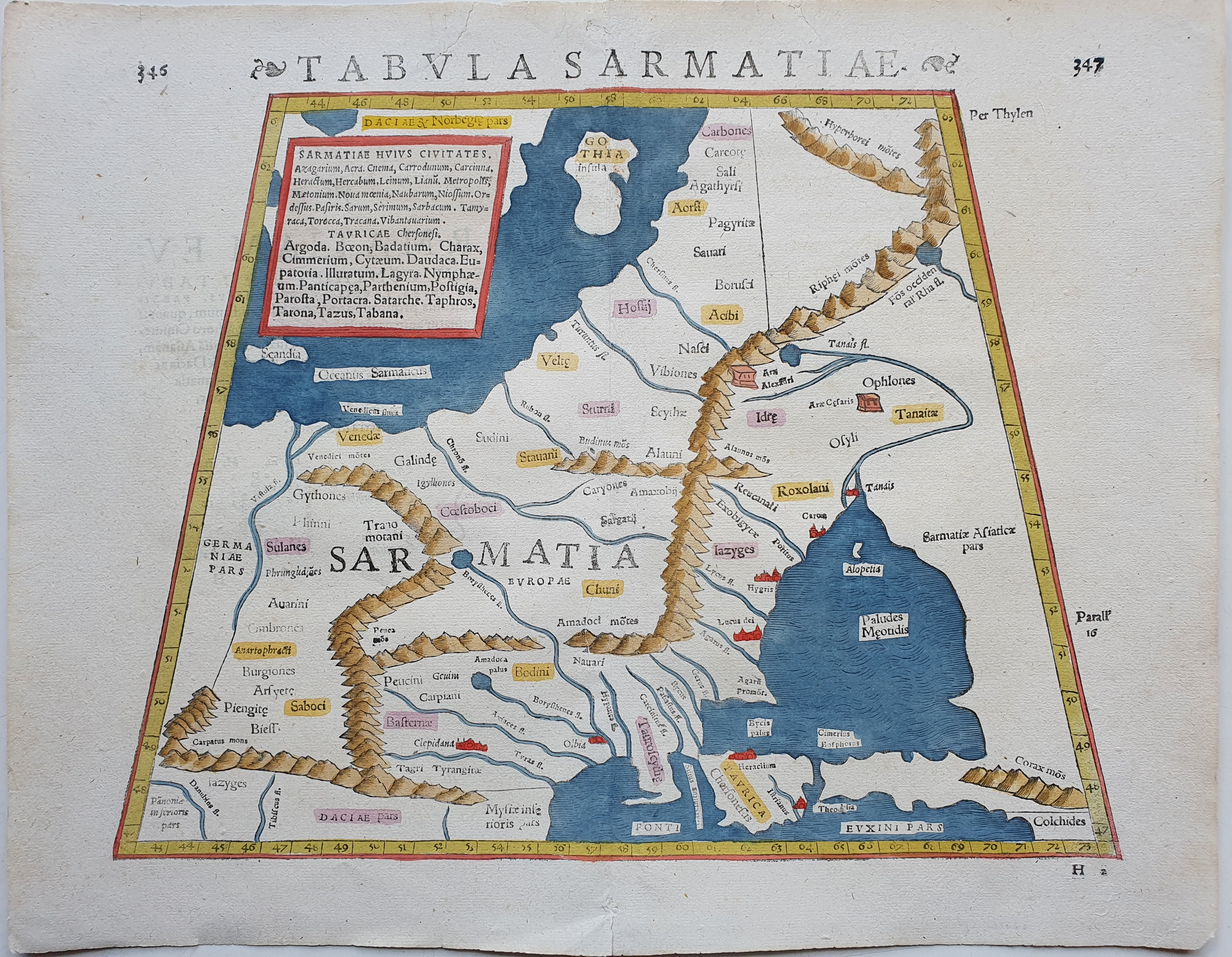
Українські землі на карті Птолемея (перевидання Себастіана Мюнстера, Tabula Sarmatiae from Strabonis Rerum Geographicarum), 1571.

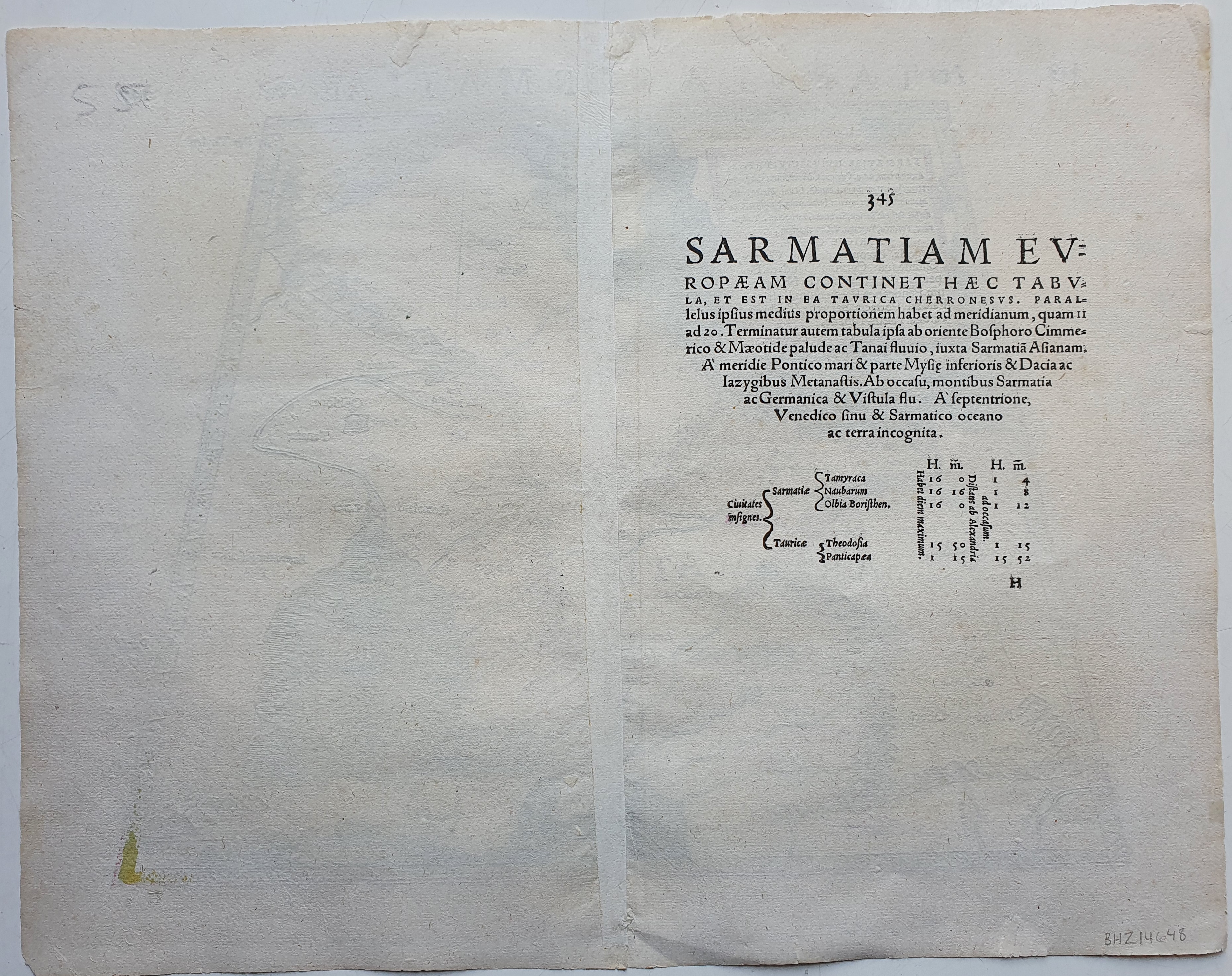
Українські землі на карті Птолемея (перевидання Себастіана Мюнстера, Tabula Sarmatiae from Strabonis Rerum Geographicarum), 1571 (реверс)

Широко відомим був твір Птолемея «Посібник з географії» у восьми книгах. Карта давньогрецького вченого Клавдія Птолемея складається зі зведеної карти всього відомого в той час світу і 26 докладніших карт: 10 регіональних карт Європи, 4 карти Африки, 12 карт Азії, що додавалися до «Географії» Птолемея. Трактат був написаний близько 150 р. н. е. Довгий час він уважався втраченим. 1295 р. птолемеївську «Географію» виявив візантійський граматик, математик і теолог Максим Плануд (1260—1305).
У 1475—1600 роках побачили світ 42 видання цього твору. У ньому дано повне, добре систематизоване зведення тогочасних географічних знань.
Птолемей особливо багато зробив для розвитку й застосування теорії картографічних проєкцій. Він навів координати восьми тисяч пунктів (по широті — від Скандинавії до верхів'я Нілу, по довготі — від Атлантичного океану до Індокитаю). Ці дані базувалися майже виключно на відомостях про маршрути купців і мандрівників, а не на астрономічних розрахунках. До трактату додано одну загальну та 26 спеціальних карт земної поверхні. Він уперше провів паралелі і меридіани.

## Українські землі на картах Птолемея
У рукописі «Географія (Птолемей)» 1420 р. (автор невідомий), на карті «Сарматія» (Сарматіас) (назва карти умовна), уперше на карті міститься напис «Сарматія». У цьому рукописі на карті «Сарматія Азійська» (назва карти — умовна) — напис «CARMATÏA ACÏA» (Сарматія Азійська).
Ніколаус Германус ще раз переробив зміст «Географії» (Cosmographia Claudii Ptolomaei Alexandrini. Manuscript, 1467). Рукопис перебуває в Національній бібліотеці у Варшаві. Він заново виготовив карту світу в новій проєкції, додавши Скандинавію та інші країни Півночі; так само як і на оригінальній карті Клаудіуса Клавуса (1427), Гренландія розташована на захід від Скандинавії. Крім того, Н. Германус додав нові карти — Іспанії та Італії.
У цьому рукописі на «Восьмій карті Європи» (Octava Europe Tabula) вперше були зображені українські землі з написом «Європейська Сарматія» (Sarmacie Evropa), «Азійська Сарматія» (Sarmacie Asiatice), та на Другій карті Азії (Seconda Asia tabvla) — з написом «Азійська Сарматія» (Sarmatia Asiatica), де показано частину східноукраїнських земель (Sarmatie in Evropa pars).
До кінця XV ст. карти розмножувалися рукописним способом. Перші друковані карти були ксилографіями, тобто граверувались на дереві.
Уперше друкована версія «Географії» Клавдія Птолемея без карт з'явилася 1475 року у Віченці.
Друге видання з 26 античними картами побачило світ 1477 р. у Болоньї. У наступному римському виданні (1478) поміщена «Восьма карта Європи» (Octava Europe Tabula), де містяться написи: «Sarmatia Europae» (Європейська Сарматія) та ін.
Себестіан Мюнстер при підготовці Базельського видання (1540) «Географії» Птолемея взяв за основу Страсбурзьке видання 1513 р., а також карти ульмського видання 1486 р., грецький текст Еразма Роттердамського та її ліонське видання 1535 року.

## Музика
У трактаті «Гармоніка» представив закінчену теорію звуковисотної системи (гармонії) в сучасній йому музиці — від детальної систематики видів звучання, інтервалів, видів консонансу до повноцінної (єдиної повної в античній науці) теорії ладу. Найцінніший коментар до перших розділів «Гармоніки» Птолемея написав Порфирій.

## Оптика
У трактаті «Оптика» Птолемей експериментально досліджував заломлення світла на межі повітря-вода і повітря-скло і запропонував свій закон заломлення (наближено виконується лише для малих кутів). Указав на вплив рефракції на астрономічні спостереження. Уперше правильно пояснив гадане збільшення Сонця і Місяця на горизонті як психологічний ефект.

## Демографія
У книгу «Чотирикнижжя» Птолемей вніс підсумок своїх статистичних спостережень про тривалість життя людей: так, літнім уважався чоловік у віці від 56 до 68 років, тільки після чого наставала старість.

## Птолемей як астроном
Більша частина життя Клавдія Птолемея пройшла в Александрії (127—151). Тут він проводив астрономічні спостереження, результати яких поряд з даними його попередників (головним чином Гіппарха) використовував у своєму основному творі з астрономії «Велика математична побудова астрономії в 13 книгах» (бл. 140). У давнину цей трактат називали «Мегісте» (грец. «мегістос» — найбільший), що в арабів перетворилося в «Альмагест». Епітет «найбільший» цілком відповідає праці Птолемея, оскільки в ньому з великим мистецтвом не тільки описана, а й проаналізована вся сукупність астрономічних знань того часу. В «Альмагесті» викладено створену Птолемеєм систему, згідно з якою Земля спочиває в центрі світобудови, а всі небесні тіла обертаються навколо неї. Видимі рухи небесних тіл представлені тут за допомогою комбінацій кругових рухів — епіциклів (теорії епіциклів). Представлення було доведене до максимальної для того часу точності, а отже обчислення положень планет стало надійнішим. В «Альмагесті» міститься також опис відкритого Птолемеєм явища евекції — періодичного відхилення руху Місяця від рівномірного кругового. У цій праці вперше дано розв'язання деяких математичних задач, зокрема побудована таблиця хорд для кутів, заданих через кожні пів градуса (тобто таблиця синусів), доведена теорема про властивості чотирикутника, відома нині як теорема Птолемея, та інше. В «Альмагесті» описано побудований Птолемеєм подібний до армілярної сфери інструмент для вимірювання довгот і широт на небі (астролабон), а також інструмент для вимірювання кутових відстаней, що пізніше став відомим в Європі як трикветрум. Велике значення для подальшого розвитку астрономії мав заснований на спостереженнях Гіппарха і власних спостереженнях Птолемея включений в «Альмагест» каталог положень 1022 зір.

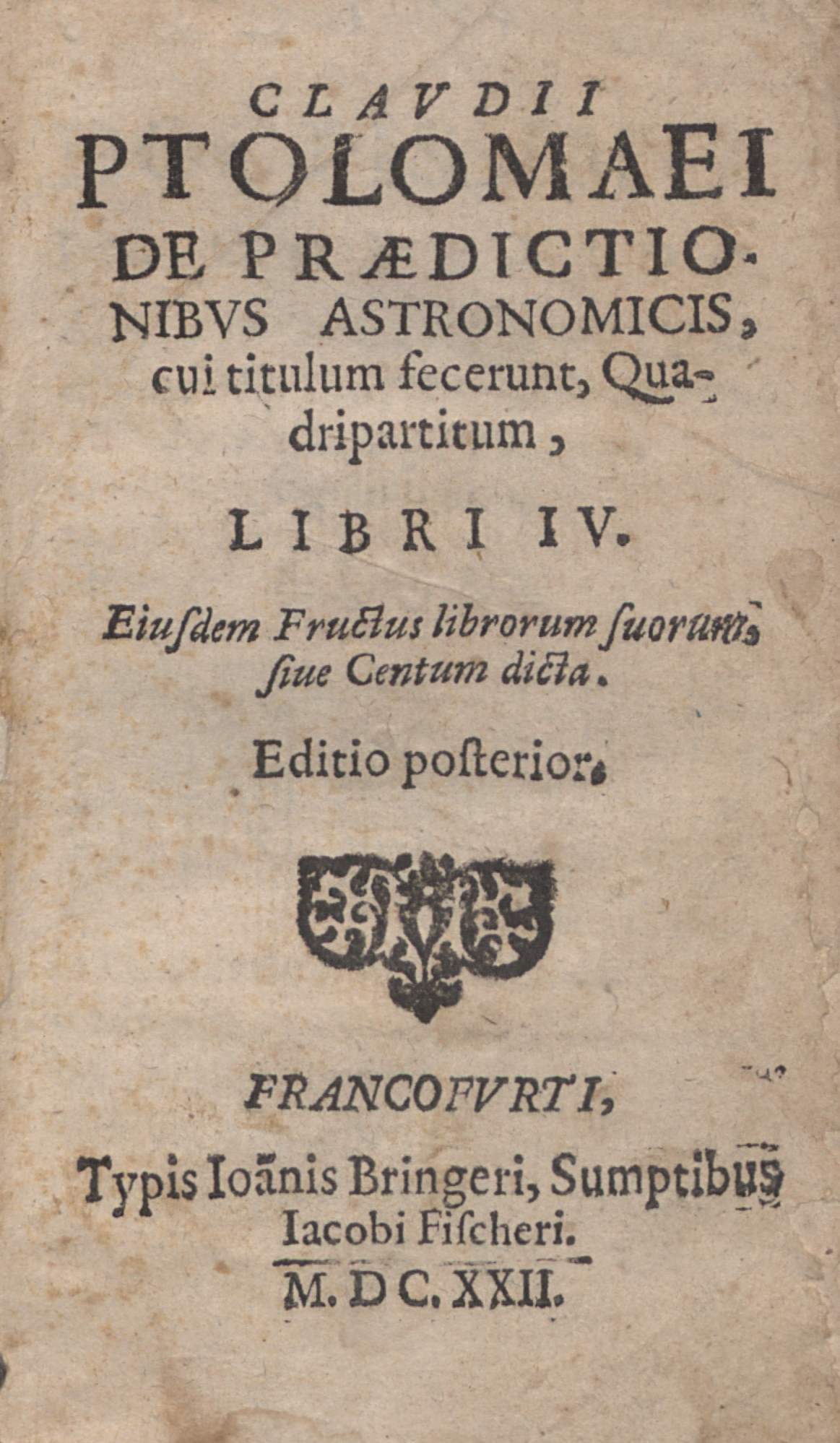
Quadripartitum, 1622

Геоцентризм Птолемея цілком відповідав рівню уявлень античної епохи, коли видиме сприймалося як дійсне, і в цьому сенсі не суперечив біблійному поданню про Землю як центр світобудови, тому систему Птолемея підтримувала церква. Проте вимоги до точності прогнозів положень небесних тіл з часом зростали, що призводило до подальшого ускладнення комбінацій епіциклів. Тому виникли сумніви в правильності геоцентричної системи. Цю суперечність усунув Миколай Коперник, згідно з ученням якого всі планети, зокрема Земля, обертаються навколо Сонця. При цьому відразу ж спростилася схема планетних рухів і став можливим точніший прогноз положень планет.
Птолемей заклав основи математичної географії та картографії. У галузі оптики досліджував заломлення світла при переході променя з повітря у воду і в скло. Перший став ураховувати астрономічну рефракцію в спостереженнях.

## Новітні дослідження спадщини Птолемея
На початку квітня 2023 року в рецензованому академічному журналі «Archive of History of Exact Sciences» опубліковано повідомлення, що в абатстві Боббіо на півночі Італії був знайдений утрачений рукопис давньоримського астронома Клавдія Птолемея — трактат «Аналемма» й астрономічний текст, який доти залишався неопізнаним і майже повністю непрочитаним. Так, декілька сотень рукописів раннього Середньовіччя археологи знайшли ще в XIX столітті під час обстеження скрипторію абатства. Дослідження сторінок виявило, що принаймні деякі з рукописів були палімпсестами — рукописами, що написані на вживаному пергаменті. Дослідники виявили приховане чорнило і розгледіли текст з ілюстраціями. Так, під текстом ранньосередньовічного науковця, одного з батьків церкви Ісидора Севільського знайшли трактат Птолемея «Аналемма» й астрономічний текст, обидва по шість аркушів. Ці рукописи унікальні, копій немає.
Монографія Птолемея «Альмагест» являє собою майже повне зібрання астрономічних знань Греції і Близького Сходу, яке до наших часів дійшло неповним — не було опису приладу метеороскопа — давнього інструмента для визначення відстаней до небесних тіл. Опис цього інструмента згадує римський науковець Папп Александрійський (III—IV ст. нашої ери), який написав докладні коментарі до цієї праці Птолемея.

## Носять ім'я Птолемея
- Теорема Птолемея
- Кратер на Місяці
- Астероїд головного поясу 4001 Птолемей, відкритий 2 серпня 1949 року.